# Palacio de Meseberg

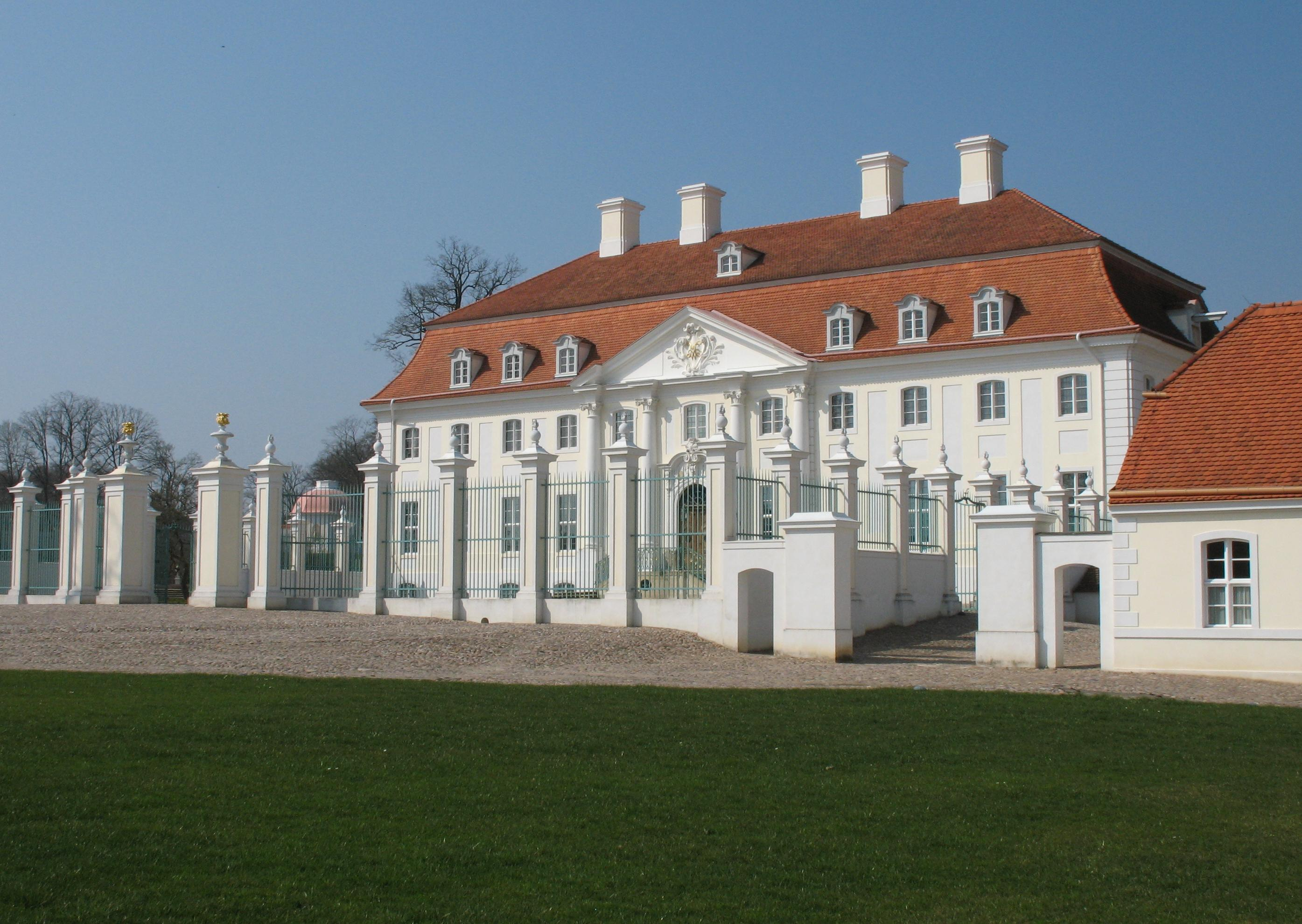
El palacio de Meseberg.

El palacio de Meseberg (del alemán: Schloss Meseberg) es un palacio de estilo barroco ubicado en el estado federado de Brandeburgo (Alemania), propiedad de la Fundación Messerschmitt y alquilado por el Gobierno federal alemán, que lo utiliza como lugar de recepción de visitas oficiales y de conferencias y cumbres oficiales. Se encuentra en Meseberg, una localidad del municipio de Gransee, a 70 km al norte de Berlín. Junto al recinto del palacio se halla el lago Huwenow.

## Historia
Antiguamente existía en el recinto del actual palacio una mansión señorial (Herrenhaus), propiedad de la familia von der Groeben, pero la mansión fue devastada por un incendio en el año 1720. El conde Hermann von Wartensleben ordena construir en 1736 el nuevo palacio, que fue terminado tres años después. No hay registro de quién fue el arquitecto, aunque se insinúa que pudo tratarse del arquitecto berlinés Philipp Gerlach.
El conde von Wartensleben murió en 1764 y diez años más tarde la propiedad fue adquirida por el príncipe Enrique de Prusia, quien la dio en regalo a su favorito, Christian Ludwig von Kaphengst. Este último amplía la propiedad, manda construir nuevas edificaciones, como, por ejemplo, la caballeriza, y remodelar y ampliar los jardines.

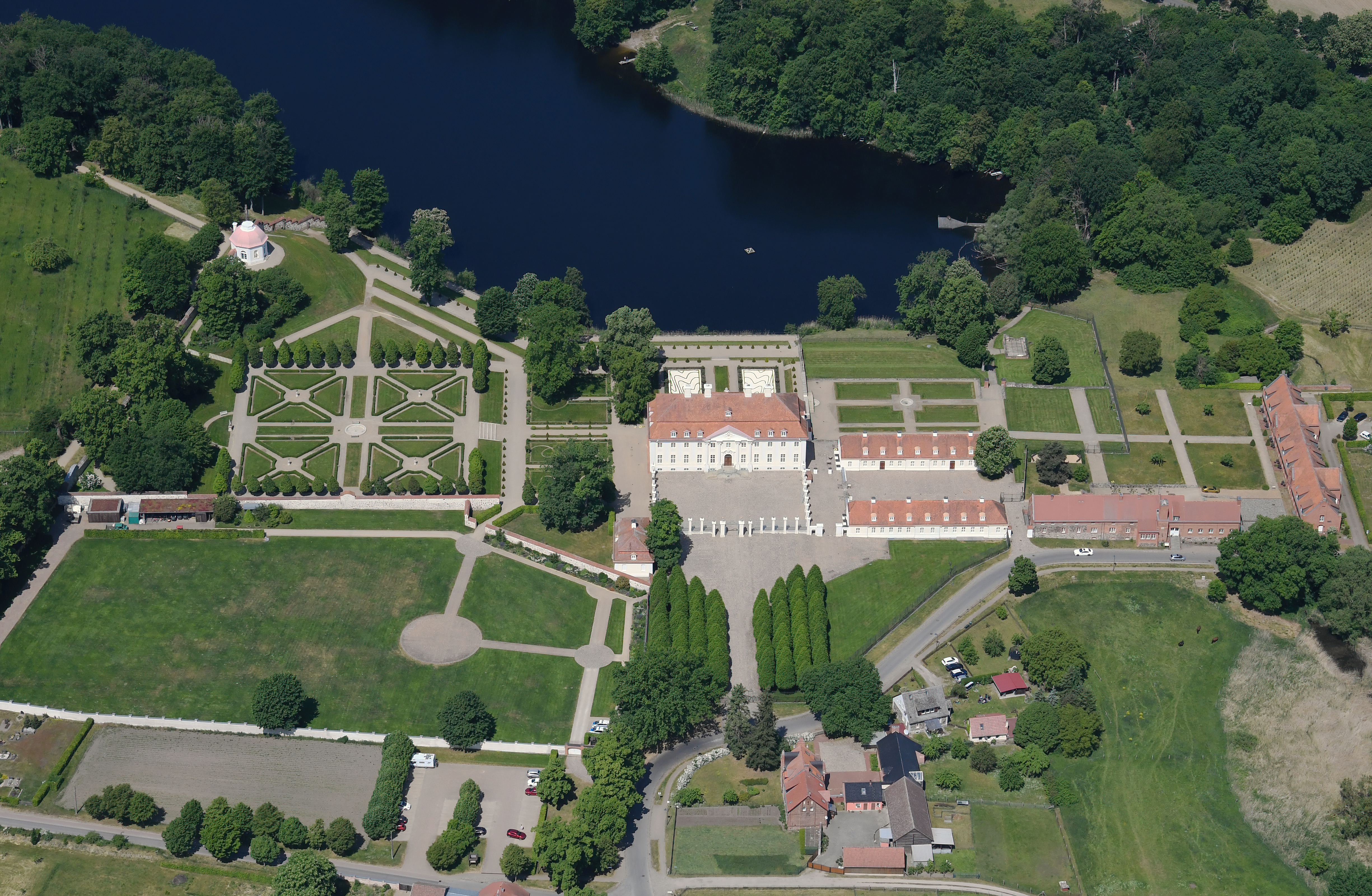
Jardines del palacio.

Entre los propietarios posteriores figuran el editor de periódicos Carl Robert Lessing, quien compró la propiedad para su hijo Gotthold Ephraim Lessing (sobrino en tercera generación del poeta homónimo). La familia Lessing jugó un papel importante en la remodelación de la finca; el blasón de la familia se encuentra en numerosas partes del palacio. Los interiores fueron decorados con pinturas de Carl Friedrich Lessing, hermano de Carl Robert, y Conrad Lessing, hijo de Carl Friedrich. Otro hijo de Carl Friedrich, Otto Lessing, esculpió una serie de bustos de los miembros de la familia y sus antepasados, que se pueden contemplar en los jardines. La familia Lessing conservó la propiedad del palacio hasta 1931; en un mausoleo ubicado en el parque se encuentran los restos de los miembros de esta familia que habitaron el palacio. 
En 1945, al terminar la Segunda Guerra Mundial, el palacio fue expropiado por los dirigentes de la RDA y utilizado en los años posteriores como negocio de ultramarinos, jardín de infancia, oficinas municipales, etc. Tras la Reunificación alemana, en 1990, se queda la finca sin dueño, hasta que en 1995 la Fundación Messerschmitt, dedicada a la restauración del patrimonio alemán, la adquiere y emprende las correspondientes obras de saneamiento del palacio, los jardines y el parque. La fundación invierte para tal propósito cerca de 25 millones de euros. 
En el verano de 2004, el Gobierno federal encabezado por el canciller Gerhard Schröder, interesado en hacer uso de la propiedad, firma un contrato de alquiler simbólico con la fundación y se adjudica la finca por 20 años. Se invierten 13 millones de euros en adaptar la edificación como sede de congresos, conferencias y visitas oficiales, mejorar los sistemas de seguridad y comunicaciones: entre otras cosas se construyeron 3 pistas de aterrizaje para helicópteros. En enero de 2007 fue reabierto el edificio, comenzando sus funciones oficiales. El primer invitado fue el presidente francés Jacques Chirac.

## Principales eventos
- 23 de febrero de 2007 – recepción del presidente francés Jacques Chirac
- 23 de abril de 2007 – recepción del presidente de la Comisión Europea, José Manuel Durão Barroso
- 23 de agosto de 2007 – reunión plenaria del gabinete federal
- 10 de septiembre de 2007 – recepción del presidente francés Nicolas Sarkozy
- 20 de noviembre de 2007 – recepción del primer ministro italiano Romano Prodi
- 10 de junio de 2008 – recepción del presidente estadounidense George W. Bush
- 17 de noviembre de 2009 –  reunión plenaria del gabinete federal
- 4 y 5 de junio de 2010 - recepción del presidente ruso Dmitri Medvédev
- 31 de agosto de 2015 - recepción del presidente español Mariano Rajoy